# Отческих, Алексей Викторович
Алексей Викторович Отческих (1972—2000) — старший оперуполномоченный СОБР УВД Кемеровской области, капитан, участник первой и второй чеченской войны, Герой Российской Федерации (2000, посмертно).

## Биография
Родился 24 августа 1972 года в городе Кемерово. После школы окончил Кемеровский горный техникум (ныне Кемеровский горнотехнический техникум имени Кожевина В. Г.), два курса Кузбасского политехнического института (ныне называется Кузбасский государственный технический университет имени Т.Ф. Горбачева). С июня 1993 года — на службе в органах внутренних дел, сначала оперуполномоченный, потом старший оперуполномоченный СОБР Управления по борьбе с организованной преступностью УВД Кемеровской области.
Трижды был в служебных командировках в Чечне. Погиб 9 января 2000 года под Аргуном.

### Участие впервой чеченской войне
Первая командировка в Чечню была осенью 1995 года. Кемеровский СОБР охранял здание городской комендатуры в Гудермесе. В один из дней, когда у здания на митинг собралось несколько сотен местных жителей, из дома напротив неожиданно открыли огонь боевики. Открыть ответный огонь не было возможности ввиду большого количества людей на улице. Было принято решение скрытно проникнуть в пятиэтажное здание, в котором были боевики, и уничтожить их, застигнув врасплох. Алексей Викторович был в этой штурмовой группе. Он быстро уничтожил пулемётчика и спас группу от взрыва гранаты, не позволив выдернуть чеку противнику. За смелость и решительность во время этого боя Алексей Викторович был награждён медалью ордена «За заслуги перед Отечеством» II-й степени.
Через два месяца после первой командировки Алексей Викторович уехал во вторую командировку в Чечню. Его боевой опыт оказался востребован в специальной штурмовой группе, в состав которой входил отряд «Витязь» внутренних войск МВД России. Алексей Викторович участвовал в целом ряде спецопераций. В ходе операций в селе Кади-Юрт огонь снайпера остановил продвижение отряда. Алексей Викторович обнаружил врага и сделал выстрел на поражение. После второй командировки он был награждён орденом Мужества.

### Участие вовторой чеченской войне
Третья командировка в Чечню была уже в ходе второй чеченской войны. 9 января 2000 года два десятка спецназовцев на грузовике возвращались из Грозного к месту временной дислокации в село Верхний Суворов-Юрт. Ехали без сопровождения бронетехники. В районе Аргунского мукомольного комбината спецназ попал в засаду. Сразу же появились раненые, в том числе и водитель «Урала». Были пробиты шины. В сложной боевой обстановке спецназовцы выпрыгивали из грузовика, занимали оборону. Алексей Викторович получил тяжёлые ранения и остался в кузове. Несмотря на ранения и потерю крови, он смог сообщить о нападении по рации. Теряя сознание, он достал последнюю гранату и разжал её усики. Спустя 5 часов боя, после того, как на помощь подошёл мобильный отряд, его обнаружили прислонившимся к борту машины с гранатой, подготовленной к броску. Магазин его автомата тоже был пуст.
Указом Президента Российской Федерации № 884 от 15 мая 2000 года капитану милиции Отческих Алексею Викторовичу присвоено звание Героя Российской Федерации (посмертно).

## Награды
- Герой Российской Федерации (15 мая 2000 года), медаль № 649.
- Орден Мужества
- Медаль ордена «За заслуги перед Отечеством» II степени

## Память
- Приказом министра внутренних дел Российской Федерации от 20 августа 2004 года зачислен навечно в списки личного состава ОМСН КМ ГУВД Кемеровской области[2].
- На стене Кемеровского горнотехнического колледжа в октябре 2003 года открыта мемориальная доска памяти Алексея Викторовича Отческих[3].